# ستيف هوارد (لاعب كرة قاعدة)
ستيف هوارد (بالإنجليزية: Steve Howard)‏ هو لاعب كرة قاعدة أمريكي، ولد في 1963.

## وصلات خارجية
- ستيف هوارد على موقعبيزبول رفرنس.كوم (الدوري الرئيسي) (الإنجليزية)
- ستيف هوارد على موقعبيزبول رفرنس.كوم (الدوري الثانوي) (الإنجليزية)